# Église Saint-Pierre de Moislains
Pour les articles homonymes, voir Église Saint-Pierre.
L'église Saint-Pierre de Moislains est située dans le centre du village de Moislains, dans le nord-est du département de la Somme, non loin de Péronne.

## Historique
Les combats de la Première Guerre mondiale anéantirent le village de Moislains et son église. Celle-ci fut reconstruite de 1928 à 1932 sur les plans de l'architecte Louis Faille, originaire de Nurlu.

## Caractéristiques

### Extérieur
Édifice en brique et pierre, l'église est construite légèrement en hauteur, on y accède par un escalier. La façade en brique d'une grande sobriété, sans décor sculpté, est percée d'un portail central surmonté d'une grande baie circulaire et d'une sorte de fronton triangulaire en pierre. Un portail latéral à droite fait pendant au clocher quadrangulaire massif qui flanque le côté gauche. La nef est éclairée par de hautes baies circulaires. 

### Intérieur
Les murs intérieurs ont été enduits et mettent en relief le style art déco de la décoration. Les bancs conçus par l'architecte sont ornés de végétaux sculptés. Gérard Ansart a dessiné les vitraux de vingt-et-une verrières réalisés par l'atelier Cagnart en 1932. Le chemin de croix et la mosaïque du maître-autel ont été réalisés par Raphaël Lardeur.
Les orgues construites par le facteur Félix Van Den Brande dans les années 1930 ont été remises en valeur en 2008.